# Distretto di Balsas
Il distretto di Balsas è un distretto del Perù nella provincia di Chachapoyas (regione di Amazonas) con 1.401 abitanti al censimento 2007 dei quali 259 urbani e 1.142 rurali.
È stato istituito fin dall'indipendenza del Perù.